# 5 Jegues
5 Jegues é um MP3 feito por Victor rafael, que tem Zueira
1. ↑  O mp3 foi feito por mim